# Sharp MZ40K
O MZ40K foi o primeiro modelo da série MZ da Sharp, embora não fosse realmente um microcomputador na exata acepção da palavra (pelo menos, não em comparação com seus sucessores). Vendido sob a forma de kit para montar, era pouco mais que um brinquedo sofisticado e sequer podia ser usado para aprender uma linguagem de programação (mesmo Assembler).

## História
O MZ40K foi lançado no Japão em maio de 1978 sob a forma de kit, e com o nome inicial de Micro Computer Doctor. Pouco tempo depois, passou a ser importado e vendido na Alemanha (onde, num manual de 68 páginas, nada menos que 23 eram dedicadas às instruções sobre como montar o aparelho).
Com seus recursos extremamente limitados, é de se perguntar o que a Sharp desejava com o MZ40K. Segundo alguns, a máquina serviu para testar a viabilidade de um microcomputador comercial, o que acabou efetivamente sendo concretizado com o lançamento seguinte, o Sharp MZ80K.
Nos dias de hoje, um MZ40K em bom estado é um item de colecionador, e kits completos podem atingir mais de 100 euros em leilões na internet.

## Características
| UCP           | SHARP MB8843 (4 bits) em 1,80 MHz |
| RAM           | 2 KiB (máxima)                    |
| ROM           | 1 KiB                             |
| Teclado       | mecânico, 22 teclas               |
| Display       | display de quatro dígitos.        |
| Som           | alto-falante embutido             |
| Portas        | nenhuma                           |
| Armazenamento | inexistente.                      |

Mesmo em 1978, o MZ40K já era um equipamento obsoleto. Usava uma UCP de 4 bits, enquanto 8 bits já haviam se tornado um padrão mundial. Sua "programação" era feita digitando-se notas musicais num pequeno teclado numérico, e o "programa" era então executado num alto-falante embutido. Apenas 127 notas musicais podiam ser armazenadas na memória, e não havia nenhum dispositivo de armazenamento que permitisse recuperar o "programa" posteriormente.
Outros usos previstos para o MZ40K eram o de timer programável, tarifador telefônico automático, relógio digital (graças ao seu display de quatro dígitos que podia exibir horas no formato 24 h) e, com severas limitações, consola de jogos (simulação de roleta, dados etc).